# 3r Festival Internacional de Cinema de Canes
El 3r Festival Internacional de Cinema de Canes es va dur a terme del 2 al 17 de setembre de 1949. L'any anterior no s'havia celebrat per problemes financers.
Com en 1947, la totalitat del jurat del festival era format per francesos, presidits per l'historiador Georges Huisman. El Grand Prix du Festival de Cannes fou atorgat a The Third Man de Carol Reed. El festival va obrir amb L'Arroseur Arrosé de Louis Lumière, un curtmetratge còmic francès de 1895, rendint tribut a la primera comèdia cinematogràfica.

## Jurat
Les següents persones foren seleccionades per formar part del jurat de les pel·lícules i curtmetratges:
- Georges Huisman (historiador) president
- Jules Romains (president)
- Mme. Georges Bidault
- Georges Charensol
- Paul Colin
- Roger Désormière
- Jacques-Pierre Frogerais
- Étienne Gilson (escriptor)
- Paul Gosset (escriptor)
- Georges Raguis (sindicalista)
- Rene-Jeanne (crític)
- Carlo Rim

Membres substituts
- Jean Benoît-Lévy
- Guy Desson (diputat)
- Alexandre Kamenka
- Paul Verneyras (diputat)
- Paul Weill (advocat)

## Pel·lícules en competició
Les següents pel·lícules competiren pel Grand Prix:
- Act of Violence de Fred Zinnemann
- Mughamarat Antar wa Abla de Salah Abu Sayf
- Almafuerte de Luis César Amadori
- An Act of Murder de Michael Gordon
- Au grand balcon de Henri Decoin
- Riso amaro de Giuseppe De Santis
- Eroica de H. Walter Kolm-Veltee
- Främmande hamn de Hampe Faustman
- Die Buntkarierten de Kurt Maetzig
- Eine große Liebe de Hans Bertram
- House of Strangers de Joseph L. Mankiewicz
- Images d'Ethiopie de Paul Pichonnier
- Occupe-toi d'Amélie de Claude Autant-Lara
- Der Rufde Josef Von Báky
- L'amorosa menzogna de Michelangelo Antonioni
- Lost Boundaries de Alfred L. Werker
- Na svoji zemlji de France Stiglic
- Obsession directed by Edward Dmytryk
- Der Apfel ist ab de Helmut Käutner
- The Passionate Friends de David Lean
- Pueblerina d'Emilio Fernández
- The Queen of Spades de Thorold Dickinson
- Rendez-vous de juillet de Jacques Becker
- Retour à la vie de Jean Dréville, Henri-Georges Clouzot, Georges Lampin, André Cayatte
- Sertao de Joao G. Martin
- The Set Up de Robert Wise
- The Third Man de Carol Reed
- Au-delà des grilles (Le Mura di Malapaga) de René Clément
- Without Honor d'Irving Pichel

## Fora de competició
Le següents pel·lícules foren seleccionades per ser exhibides fora de competició:
- Passport to Pimlico d'O. H. Cornelius

## Curtmetratges
Les següents pel·lícules competiren pel Grand Prix del curtmetratge
- Adamah de Helmar Lerski
- Au pays de Thil Uilenspiegel de Charles Dekeukeleire
- Barrières de Christian-Jaque
- Bialy Redyk d eStanislas Mozdenski
- The Cane Cutters de John Heyer
- A Capital Plan de Bernard Devlin
- Danses populaires yougoslaves de Rudolf Sremec
- Dépendance de Robert Anderson
- Destins précaires de Grant McLean
- Ecole de Rééducation de Jean Drimaropoulos
- L'enfer des fards de Jean Perdrix
- The Fatal Signboard de John Kooy
- Les feux de la mer de Jean Epstein
- Flotteurs de bois de Brita Wrede
- Gold Town de Maslyn Williams
- Images Médiévales de William Novik
- Une interview sous les tropiques d'E. van Konijnenburg
- It's a Lovely Day de Bert Felstead
- Mlle Toutouche de Wilhelm Sorensen
- Muscle Beach de Joseph Strick i Irving Lerner
- De nåede færgen de Carl Theodor Dreyer
- Ocean Weather Ship de Frank Chilton
- Pacific 231 de Jean Mitry
- Le Pain de Barbarie de Roger Leenhardt
- Palle alene i Verden de Astrid Henning-Jensen
- Rhapsodie vénitienne de Max Haufler
- Seal Island de James Algar
- Struggle for oil d eSergei Nolbandov
- La terre de Cain de Pierre Petel
- The Valley is Ours de John Heyer
- Walcheren, ile noyee de Charles Huguenot van der Linden
- Żelazowa Wola de E. Cekalski

## Premis

### Premis oficials
Els guardonats en l'edició de 1949 foren:
Pel·lícules
- Grand Prix: The Third Man de Carol Reed
- Millor Director: René Clément per Au-delà des grilles
- Millor guió: Eugene Ling i Virginia Shaler per Lost Boundaries
- Millor actriu: Isa Miranda per Au-delà des grilles
- Millor actor: Edward G. Robinson per House of Strangers
- Millor fotografia: Milton R. Krasner per The Set-Up

Curtmetratges
- Premi al Millor Subjecte: Palle Alene i Verden d'Astrid Henning-Jensen
- Premi a la Millor Edició:Pacific 231 de Jean Mitry
- Premi al Millor Cobertura filmada:Seal Island de James Algar
- Premi a la Millor Fotografia:Bialy Redyk de Stanislas Mozdenski
- Premi al Millor Color:Images Médiévales de William Novik

### Premis independents
Premi FIPRESCI
- The Set-Up de Robert Wise